# Juhani Kala
Juhani Kala, né le 2 juillet 1934, à Helsinki, en Finlande, est un ancien joueur finlandais de basket-ball.